# Площа Менделя Сфоріма
Площа Менделя Сфоріма — одна з площ Одеси, розташована в історичному центрі міста на розі вулиць Кіри Муратової, Дігтярної та Асташкіна.

## Назва
22 травня 2023 року на засіданні історико-топонімічної комісії при Виконавчому комітеті Одеської міської ради було складено низку рекомендацій щодо перейменувань вулиць міста, у тому числі перейменування площі Льва Толстого на «площу Менделе Мойхер-Сфоріма».

## Історія

### Російська імперія
На початку XIX століття являла собою околицю міста. Після затвердження в місті вільної економічної зони — порто-франко, 10 травня 1817 року, недалеко від площі — по лінії вулиці Старопортофранківської для запобігання контрабандному вивезенню товарів з міста-порту та організації повного збору мита за товар, який вивозиться, було влаштовано кордонну лінію, яка охоплювала кільцем усе місто, — величезний рів завглибшки два і завширшки близько трьох метрів. На лінії було влаштовано три пропускні пункти. Пропуск зазвичай контролювали 2-3 постових. Оскільки один рів не справлявся з напливом контрабанди, вирішено було облаштувати другий, а потім і третій рови.
У початкових межах порто-франко проіснував до 1 червня 1827 року, після чого було вирішено включити до зони вільної торгівлі навколишні селища Молдаванку, Пересип, Ближні та Дальні Млини, Малий і частину Середнього Фонтану, що оточували місто. Старі рови втратили своє значення і були засипані. Другий рів був засаджений деревами та названий Зовнішнім бульваром. Згодом він був забудований, а між ним і містом, на місці першого (старого) рову була прокладена вулиця Старопортофранківська.

### Незалежна Україна
22 травня 2023 року історико-топонімічна комісія запропонувала переназвати площу на честь Менделе Мойхер-Сфоріма, єврейського письменника.
26 липня 2024 року розпорядженням Начальника Одеської ОВА площа Льва Толстого перейменована на площу Менделя Сфоріма.

## Пам'ятки
- Пам'ятник Льву Толстому (1967, скульптори А. В. Князик, М. І. Нарузецький, І. М. Елуашвілі та О. Т. Соловйов, архітектори І. М. Безчастнов і К. У. Рашковський)[4]
- Будинок купця Прокудіна (1903, архітектор Вікентій Прохаска)[5][6][7]